# Alcalinidad del agua

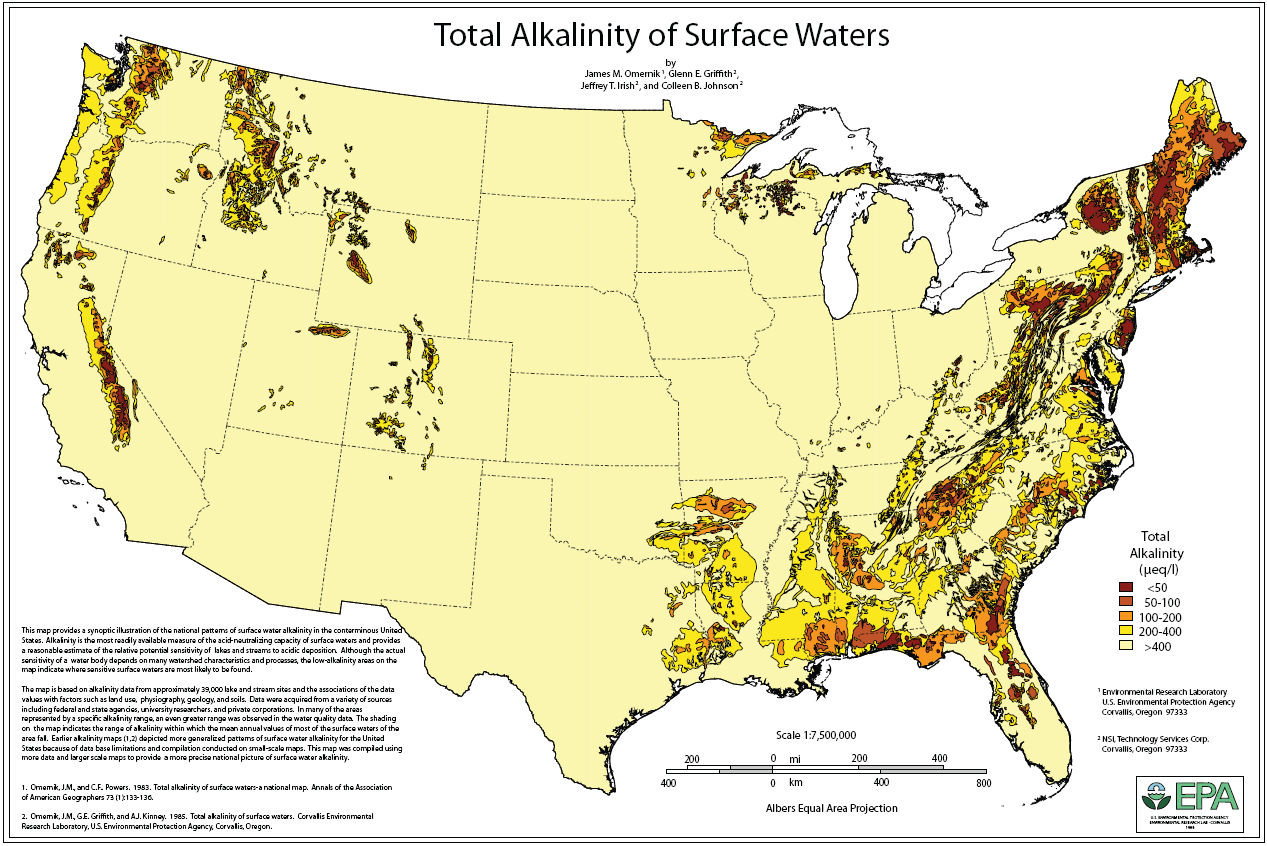
Alcalinidad total de las aguas superficiales en Estados Unidos (Según estudios de la EPA realizados en 1983)

La alcalinidad del agua es la capacidad del agua para aceptar iones H+; es decir, es un parámetro que determina la capacidad amortiguadora de una muestra de agua natural.  A diferencia del pH, que indica si  una solución es ácida o básica, la alcalinidad expresa cuánto ácido puede absorber una solución sin cambiar el pH de forma drástica. Se puede definir como una medida de su capacidad para neutralizar ácidos. En las aguas naturales, esta propiedad se debe principalmente a la presencia de ciertas sales de ácidos débiles, generalmente derivadas del ácido carbónico aunque también puede contribuir la presencia de otras bases débiles y fuertes, especialmente en aguas contaminadas.

## Introducción
Una característica relevante de las aguas naturales es la presencia en ella de importantes cantidades de especies químicas de carbono inorgánico. Parte de este carbono inorgánico procede de los procesos de respiración de los organismos vivos y de la disolución de dióxido de carbono de la atmosfera. Sin embargo, la parte más importante procede de la disolución de carbonatos procedentes del suelo y de las rocas (principalmente caliza y  magnesita).
{\displaystyle {\ce {MgCa(CO3)2(s) + 2CO2(aq) + 2H2O -> 4HCO3- + Ca^2+ + Mg^2+}}}
De esta manera, mientras que los iones Ca2+y Mg2+ son los principales contribuyentes de la dureza del agua, el ion bicarbonato es el principal causante de la alcalinidad del agua,  puesto que, de acuerdo con la reacción anterior, se forma fácilmente por la acción del dióxido de carbono atmosférico sobre los materiales constitutivos de los suelos en presencia de agua. Otros compuestos presentes en aguas naturales y residuales también pueden contribuir ligeramente a la alcalinidad. Por ejemplo, el amoníaco y las sales de ácidos inorgánicos débiles, como boratos y fosfatos, pueden contribuir a la alcalinidad, al igual que las sales de ácidos orgánicos (p. ej., húmico, acético y propiónico).  Los silicatos también pueden  contribuir de forma significativa a la alcalinidad total de las aguas naturales, debiendo su presencia esencialmente a la meteorización de feldespatos. En el agua natural también están presentes otros aniones mayoritarios, además de carbonatos y bicarbonatos, provenientes de la disolución de sales minerales, como los sulfatos y cloruros. Estos aniones, al provenir de ácidos fuertes no tienen reacción alcalina por lo que no tienen incidencia en la alcalinidad del agua. En general podría decirse que en promedio el 80 % de la alcalinidad de un agua natural proviene de la disolución de rocas carbonatadas, en tanto que el 20 % restante se origina por la meteorización de alumino-silicatos (arcillas y feldespatos).
La principal característica de las aguas con un alto contenido en bicarbonatos y otros aniones procedentes de ácidos débiles, es que forman sistemas amortiguadores del pH, por lo que se ve menos afectada por la presencia de  sustancias ácidas, tanto de origen natural como por contaminación (vertidos, lluvia ácida, etc.). Esto tiene una gran importancia desde el punto de vista medioambiental, pues evita los daños que sobre la flora y fauna acuática puede producir cambios bruscos del pH del medio, sobre todo los descensos de pH. Téngase en cuenta que la mayoría de las especies presentes en el agua no soportan pH's ácidos. A título de ejemplo, los salmones empiezan a desaparecer a pH por debajo de 6.5, las percas por debajo de pH 6.0 y las anguilas a pH inferior a 5.0. La erradicación de alguna de las especies en un cuerpo de agua puede llegar a producirse por un cambio de poco más de una unidad de pH. Por consiguiente, la alcalinidad de las aguas naturales permite determinar la capacidad tamponadora de un agua natural a la vez que permite estimar la fertilidad de un agua, pues a partir de su valor se puede  estimar el contenido de carbono inorgánico disuelto y la extensión de la fotosíntesis y el crecimiento de la biomasa en un reservorio natural.

## Medida
Dada la importancia que tiene este parámetro en la calidad del agua, existen numerosos métodos para determinar la alcalinidad del agua, varios de ellos se consideran métodos de referencia y se encuentran normalizados, como son los métodos EPA-NERL: 310.1; o la norma europea UNE-EN ISO 9963-1:1996. Ambos métodos están encaminados a determina la alcalinidad total del agua mediante valoración ácido-base empleando un ácido fuerte de concentración conocida (p. ej., ácido sulfúrico), hasta viraje del naranja de metilo o verde de bromocresol, que son indicadores de viraje a pH moderadamente ácido, alrededor de 4,5. También es posible realizar la determinación de la alcalinidad total mediante valoración potenciométrica y el empleo de valoradores automáticos. Mediante este procedimiento se determina la alcalinidad debida a carbonatos y bicarbonatos presentes en el agua, así como a cualquier otra base, fuerte o débil, presente en la misma. El resultado se expresa en miligramos por litro de carbonato de calcio (mg de CaCO3 /L ). Ocasionalmente puede interesar la determinación de la alcalinidad del agua debida exclusivamente al carbonato y a la presencia de posibles bases fuertes, como el hidróxido sódico, procedentes de vertidos. En este caso la valoración se hace hasta viraje de la fenolftaleína (perdida del color rosado hacia pH 8) y el parámetro determinado recibe el nombre de alcalinidad del carbonato o fenolftaleínica.
Como alternativa a las valoraciones ácido-base con ácidos fuertes en concentración conocida, existen otros métodos de determinación de la alcalinidad total, algunos basados en medidas espectrofotométricas, como el método EPA-NERL: 310.2  En este método se utiliza el naranja de metilo como indicador indirecto de la alcalinidad total, ya que su intervalo de viraje coincide con el punto de equivalencia de la alcalinidad total y presenta un cambio de color distintivo que se puede medir fácilmente. En este caso, la muestra y el indicador se tamponan a pH de 3,1, justo por debajo del punto de equivalencia, y la intensidad del color desarrollado se mide espectrofotométricamente  y se compara con diferentes disoluciones patrón de concentración conocida. El método es aplicable para alcalinidad comprendida entre 10 y 200 mg de CaCO3 /L siempre que las muestras esté libres de turbidez o no presenten coloración que pueda interferir en el resultado.